# Physalaemus fernandezae
Physalaemus fernandezae és una espècie de granota que viu a l'Argentina, Uruguai i, possiblement també, al Brasil.
Està amenaçada d'extinció per la pèrdua del seu hàbitat natural.